# Schendylops pumicosus
Schendylops pumicosus är en mångfotingart som först beskrevs av Demange 1963.  Schendylops pumicosus ingår i släktet Schendylops och familjen småjordkrypare.
Artens utbredningsområde är Elfenbenskusten. Inga underarter finns listade i Catalogue of Life.